# مرد تحت تعقیب
مرد تحت تعقیب (به انگلیسی: Wanted Man) یک فیلم اکشن آمریکایی محصول سال ۲۰۲۴ به کارگردانی و بازی دولف لاندگرن است.

## داستان
فیلم یک افسر پلیس را دنبال می‌کند که باید یک شاهد عینی را محافظت کند و او را پس از تیراندازی کارتل که منجر به کشته شدن چندین مأمور می‌شود، اسکورت کند، اما پس از آن او باید تصمیم بگیرد که وقتی متوجه می‌شوند حمله توسط نیروهای آمریکایی انجام شده‌است به چه کسی اعتماد کند.

## بازیگران
- دولف لاندگرن
- کریستینا ویلا
- کلسی گرمر
- مایکل پاری
- راجر کراس
- آرون مک‌فرسون

## تولید
تصویربرداری اصلی در لاس کروسس، نیومکزیکو، در مۀ ۲۰۲۲ آغاز شد.